# Antonín Matějček
Antonín Matějček (31. ledna 1889 Budapešť – 17. srpna 1950 Rataje nad Sázavou) byl český historik umění, profesor Karlovy univerzity. Zabýval se hlavně českým uměním gotické doby a 19. století.

## Život a dílo

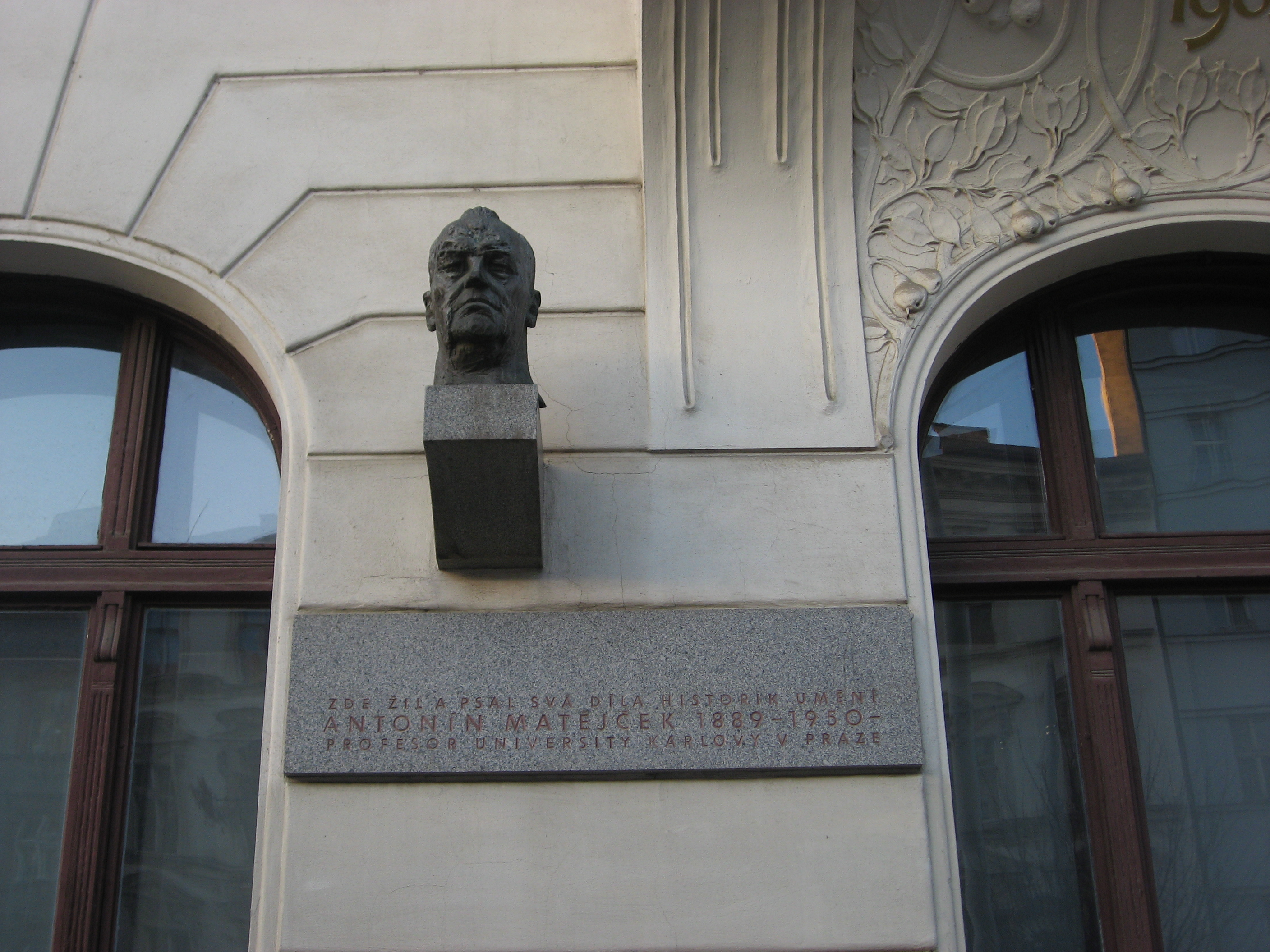
Busta Antonína Matějčka sochaře Josefa Klimeše v Praze na Senovážném náměstí

Šlo o výraznou osobnost dějin výtvarného umění. Dějiny umění studoval ve Vídni u Maxe Dvořáka, od něhož převzal i jeho metodu, totiž chápat umění jako obraz duchovní atmosféry určité doby. Od roku 1917 přednášel dějiny umění na Uměleckoprůmyslové škole v Praze, od roku 1920 na Akademii výtvarných umění a od roku 1930 byl profesorem Karlovy univerzity. V roce 1948 vstoupil do KSČ. Od roku 1949 byl také vysokým úředníkem ministerstva kultury.
Mnoho jeho žáků dnes patří k proslulým a uznávaným osobnostem, které se velkou měrou zasloužily o zprostředkování kulturních hodnot veřejnosti. Příkladem je Jaroslav Pešina, František Dvořák, Jaromír Neumann, Pavel Preiss a mnoho jiných.
Od roku 1922 vydával šestisvazkový „Dějepis umění“, knihy o středověkých rukopisech, roku 1931 knihu „Ilustrace“ a roku 1938 vydal dílo „Česká malba gotická“. Napsal také řadu studií a monografií o Josefu Mánesovi, Antonínu Slavíčkovi, Janu Kotěrovi, Janu Štursovi a dalších. Společně se Zdeňkem Wirthem redigoval časopis „Památky archeologické“, „Ottův slovník naučný nové doby“ a řadu dalších souborných publikací.

### Knižně
- Jindřichův Hradec (1917) [3]
- Dílo Josefa Mánesa (1920) – Svazek I: Národní písně [4]
- Ant. Slavíček (1921) – [5]
- Dějepis umění (1922) – Díl první: Umění doby předdějinné a starého věku [6]
- Pasionál abatyše Kunhuty (1922) [7]
- Jan Štursa (1923) [8]
- Umění 19. století (1925) [9]
- Dějepis umění (1927) – Díl třetí: Umění nového věku I.[10]
- Dílo Josefa Mánesa (1928) – Svazek I: Národní písně [11]
- Dějepis umění (1929) – Díl čtvrtý: Umění nového věku II.[12]
- Votivní obraz rytíře z Všechlap (1930) [13]
- Hlasy světa a domova (1931) [14]
- Ilustrace (1931) – s 246 reprodukcemi [15]
- Dějepis umění (1932) – Díl pátý: Umění Nového věku III.[16]
- Národní divadlo a jeho výtvarníci (1934) [17]
- Norbert Grund (1937) [18]
- Petr Pavel Rubens (1941) – [19]
- Tizian (1941) [20]
- Jindřich Prucha (1941) [21]
- O umění a umělcích (1948) [22]
- Václav Špála (1948) [23]
- Mánesové (1949) [24]
- Česká malba gotická: deskové malířství 1350-1450 (1950) – Rozkvět čes. malířství deskového spadá do doby vlády Karla IV. a Václava IV. O tom, jak rozsáhlá byla tehdejší činnost malířská, svědčí velký počet zachovaných deskových obrazů; z hist. uměleckého stanoviska v oné době zvláště vynikli: mistr oltáře vyšebrodského, mistr Theodorik, mistr oltáře třeboňského a mistr oltáře rajhradského. Dějepisci umění, kteří tuto dobu studovali, byli Němci - z Čechů se k nim přidružili Vincenc Kramář a Antonín Matějček, za jehož redakce vznikla i tato základní publikace, přinášející úvodní umělec. historický výklad, dále katalog a posléze soubor reprodukcí (i barevných). Katalog uvádí všechna zjištěná fakta o materiálu, technice, rozměru a stavu zachování obrazů i o jejich provenienci. Podává jejich ikonografický a barevný popis, pokud nejsou v knize reprodukovány barevně, shrnuje starší poznatky a uvádí poznatky nové; posléze odkazuje na přísluš. literaturu. Nové vyd. je proti 1. pozměněno v obsahu i tvaru. Přihlíží k bádání novému, jež zvláště obohatili P. Kropáček a J. Pešina.[25]
- Jan Štursa (1950) – Studie, jež vznikla přepracováním a rozšířením autorovy knížky o J.Š., vyd. r. 1923, vykládá vývoj Myslbekova žáka od překonavání prvotního impressionismu a přeceňování živočišnosti k nazírání realistickému a umělecky typisujícímu.[26]
- Jan Preisler (1950) – Figuralista, malíř-básník vytvořil podle Matějčka dílo neobyčejné jednoty; jako lyrik měl smysl pro "pohádkovost", pro ženu "střední polohy a pohody" a vyznačoval se živým vztahem k životu a přírodě. Vytvořil dílo vskutku české, ačkoliv se o tom za jeho života vyskytly pochybovačné hlasy. - Kniha Matějčkova byla napsána za války a podle intencí autorových chce přehlédnout umělcovo dílo, roztřídit a rozvrstvit jeho odkaz methodou kritickou s využitím literatury, sdělení Preislerových přátel, vlastního poznání a vlast. vzpomínek tak, aby byl položen základ k bádání o malířově díle a umění.[27]
- Národní divadlo a jeho výtvarníci (1954) – Výtvarné dějiny stavby a výzdoby Národního divadla, napsané vynikajícím znalcem a po prvé vydané před 20 lety, "odvíjejí se přímo před čtenářovýma očima, na pozadí společenského, politického a kulturního vývoje národa vyvstávají tu jednotlivé osobnosti, vystupují umělci jako živí lidé, představují se jejich výtvory, tlumočí jejich díla. Jsou tu jasně rozlišena obě křídla generace Národního divadla, národní a kosmopolitické, podíl jednotlivých umělců je objektivně zvážen, jejich vývojová poloha přesně vytčena, jejich účast na výzdobě kriticky zhodnocena." Pro zanícené podání a bohatě odstíněný sloh autorův se obliba knihy rychle šířila; některé její části byly i přetiskovány v jiných publikacích.[28]
- Vlast (1954) – Reprodukce vrcholného díla Alšova mládí, určeného za výzdobu Národního divadla.[29]

## Pamětní deska
Po mnoho let bydlel v Praze na Senovážném náměstí na Novém Městě v č.p. 1986, kde se dnes také nachází jeho pamětní deska s bustou na konzole, jejímž autorem je sochař Josef Klimeš.